# Luigi Cevenini
Luigi Cevenini (Milaan, 13 maart 1895 – Villa Guardia, 23 juli 1968) was een Italiaans voetballer, die speelde als middenvelder en aanvaller gedurende zijn loopbaan. Na zijn actieve loopbaan was hij werkzaam als voetbalcoach, onder meer bij Como. Cevenini speelde 190 keer voor Internazionale en scoorde 156 keer voor die club, met wie hij de Italiaanse landstitel won in 1920. Hij kwam tevens uit voor US Novese, ACR Messina en Juventus FC. Cevenini speelde 29 interlands (elf goals) voor het Italiaans voetbalelftal in de periode 1915-1929. Hij overleed op 73-jarige leeftijd.